# Gotlib
Gotlib, właśc. Marcel Gottlieb (ur. 14 lipca 1934 w Paryżu, zm. 4 grudnia 2016 w Le Vésinet) – francuski twórca komiksów, rysownik, scenarzysta, wydawca.

## Życiorys
Urodził się w rodzinie żydowskiej. Jego ojciec, Erwin Gottlieb był malarzem pochodzącym z Rumunii, a matka, Regina pochodziła z Węgier i była krawcową.
Gotlib był laureatem Grand Prix Miasta Angoulême (Grand Prix de la ville d’Angoulême) w 1991. Współpracował z magazynami: Vaillant, Pilote (gdzie rysował do scenariuszy René Goscinnego), L’Echo des Savanes, Fluide Glacial, MAD. Twórca m.in. komiksów: Rubrique-à-Brac, Superdupont, Gai-Luron, Les Dingodossiers.

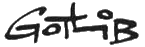
Podpis artysty